# Stromelsberg-Hessenbühl
Das Naturschutzgebiet Stromelsberg-Hessenbühl liegt auf dem Gebiet der Stadt Meßstetten und der Gemeinde Obernheim im Zollernalbkreis in Baden-Württemberg.
Das Gebiet erstreckt sich westlich der Kernstadt Meßstetten und nordwestlich des Kernortes Obernheim. Die Landesstraße L 440 verläuft östlich.

## Bedeutung
Für Meßstetten und Obernheim ist seit 1988 ein 43,6 ha großes Gebiet unter der Schutzgebiets-Nummer 4.148 als Naturschutzgebiet ausgewiesen. Bei dem Gebiet handelt es sich um eine reich strukturierte Heckenlandschaft der Albhochfläche mit Heckenzeilen, Steinriegeln, Saumgesellschaften und Magerwiesen. Es ist Nahrungs- und Brutbiotop für Greifvögel.